# گیوم خوس
گیوم خوس (انگلیسی: Guillaume Khous؛ زادهٔ ۱۸ اوت ۱۹۹۲) بازیکن فوتبال اهل لیختن‌اشتاین است.
از باشگاه‌هایی که در آن بازی کرده‌است می‌توان به باشگاه فوتبال پاریس و باشگاه فوتبال لانس اشاره کرد.
وی همچنین در تیم ملی فوتبال زیر ۲۱ سال لیختن‌اشتاین بازی کرده‌است.